# 혜통
혜통(惠通)은 7세기 경 신라의 승려로, 해동진언종(海東眞言宗)의 개조(開祖)이다.

## 행적
혜통의 행적은 《삼국유사》에만 수록되어 있는데, 《삼국유사》는 혜통의 씨족이 누구인지조차 자세하지 않다고 적고 있어 신분이 낮은 출신이었을 것으로 보인다.
그가 승려가 된 계기에 대해, 일찍이 남산 기슭 서쪽의 은천동 어귀에 살던 그가 집 앞의 시냇가에서 놀다가 수달 한 마리를 잡아 살을 발라내고 그 뼈는 동산에 버렸는데, 다음 날 보니 그 뼈가 사라지고 없었다. 핏자국을 따라 가보니 수달의 뼈는 제 살던 굴 속에서 다섯 마리의 새끼를 끌어안고 웅크리고 있는 것이었다. 혜통은 이에 크게 충격을 받고 한참을 멍하니 보고 있다가, 이 일을 계기로 출가하여 승려가 되었다.
이후 혜통은 당(唐)에 들어가, 무외삼장(無畏三藏 혹은 善無畏: 637-735)의 인결(印訣)을 받고서, 문무왕(재위 661-681) 5년(665) 견당사 정공(鄭恭)과 함께 귀국하였다고 한다. 일설에 따르면, 혜통의 진언종은 무외삼장이 아닌 인도승 불공삼장(不空三藏: 705-774)에서 유래한 종파라고 한다.
혜통이 선무외삼장의 제자가 되는 과정을 《삼국유사》는 이렇게 적고 있다. 당으로 온 혜통은 선무외삼장에게 제자로 받아줄 것을 3년이나 끈질기게 청했지만 선무외는 "야만스런 동쪽 오랑캐 출신은 불법의 그릇이 못 된다"며 들어주지 않았고, 혜통은 마침내 화로를 가져다 머리에 이고 뜰에 서 있었는데, 혜통의 이마가 터지면서 벼락 치는 듯한 소리가 나자 선무외는 와서 화로를 내리고 손으로 터진 자리를 어루만지며 주문을 외워 낫게 했다. 이후 선무외는 그를 제자로 받아들였고, 혜통의 이마에는 왕(王) 자 모양의 흉터가 남게 되었다고 한다.
신라로 온 혜통은 신문왕(神文王)의 악성 종기를 고쳐주게 되었는데, 신문왕에게 왕의 전생에 재상으로써 신충이라는 선량한 백성 하나를 잘못 재판해 종으로 삼았던 업보로 신충이 앙갚음으로 왕에게 악성 종기를 앓게 했다며 신충을 위해 절을 지어줄 것을 당부했다. 신문왕은 그 말을 따라 신충봉성사(信忠奉聖寺)를 지었고, 낙성식이 있던 날 하늘에서 신충이 왕에게 감사하는 목소리가 들렸다고 한다. 이후 신충봉성사는 신라 조정에서 발원한 사천왕사, 봉덕사 등과 같이 성전(成典)을 두어 관리하는 주요 사찰로써 존속하였다.

## 혜통항룡(惠通降龍)
《삼국유사》는 혜통항룡이라는 제목으로 다음과 같은 이야기를 소개한다. 혜통이 아직 당에 있었을 때, 스승 선무외의 추천으로 혜통은 당 황실에 불려가 공주의 병을 고치게 되었다. 병의 원인이 된 것은 한 마리의 교룡(蛟龍)이었다. 혜통에게 쫓겨 신라로 달아난 교룡은 문잉림에 머물며 많은 사람의 목숨을 해쳤고 이를 신라의 사신 정공으로부터 전해듣고 혜통은 귀국을 결정, 다시 교룡을 쫓아냈다. 교룡은 혜통을 신라로 불러들인 정공에게 앙심을 품고 정공의 집 앞에 버드나무로 변신해 살았다. 정공은 이 버드나무를 몹시 아낀 나머지 신문왕 사후 그의 능원을 짓느라 필요한 길을 닦을 때도 그 길 한가운데 자리하고 있던 버드나무를 베지 못하게 했다. "버드나무를 베느니 차라리 내 목을 베라"는 정공의 말을 전해 들은 효소왕은 노하여 "제 원하는 대로 해주라"며, 정공을 죽이고 그가 살던 집터마저 파묻어버렸다. 정공을 죽게 만든 뒤 교룡은 기장산으로 가 버렸다.
정공이 혜통과 평소 친분이 있었던 것을 알고 있던 조정에서는 혜통도 잡아 없애야 한다는 판단을 내리고 혜통에게도 군사를 보냈다. 혜통은 왕망사 지붕 위에서 군사들이 오는 것을 기다리고 있다가, 주사가 든 병을 병사들 앞에 내보이며 "내가 하는 것을 봐라" 하고는 병목에 붉은 줄을 긋고, 병사들에게 그들의 목을 보게 했다. 병사들의 목에는 모두 붉은 줄이 그어져 있다. 혜통은 병사들에게 다시 "내가 이 병의 목을 부러뜨리면 너희 목도 잘려나갈 것이다. 어쩔테냐?"라고 외쳤고, 병사들은 두려워 돌아오고 말았다. 병사들의 목에 그어진 붉은 줄을 본 효소왕도 끝내 혜통을 어쩌지 못하고 내버려 두었다. 이후 효소왕의 공주가 갑자기 병이 들었고 효소왕은 혜통에게 병을 고칠 것을 명했다. 공주가 완치되고 난 다음에 혜통은 정공이 악독한 교룡의 농간으로 억울하게 죽었다고 호소, 정공의 처자를 풀어주고 혜통은 국사로 삼았다. 한편 기장산으로 달아난 교룡이 산에서 웅신으로써 백성들에게 패악을 부리고 있음을 알게 된 혜통은 기장산으로 가서 교룡을 타일러 불살계를 주었고, 이후 교룡은 악행을 부리지 않게 되었다. 부산 기장산의 장안사에 있는 청룡등은 이때 혜통에게 쫓겨간 교룡이 숨어 있었다는 전승이 있다.

## 기타
진주의 의곡사는 혜통이 지은 것으로 전하고 있다.

## 참고 문헌
- 이 문서에는 다음커뮤니케이션(현 카카오)에서 GFDL 또는 CC-SA 라이선스로 배포한 글로벌 세계대백과사전의 내용을 기초로 작성된 글이 포함되어 있습니다.